# Eugénie Mackiewicz
Pour les articles homonymes, voir Mackiewicz (homonymie).
Eugénie Maskiewicz (en religion Sœur Marie-Canisia), née le 27 novembre 1903 à Suwalki en Pologne et morte le 1er août 1943 près de Nowogrodek (Pologne, aujourd'hui Biélorussie), fusillée par des hommes de la Gestapo, avec ses dix autres compagnes martyres de Nowogrodek, est une religieuse polonaise béatifiée le 5 mars 2000 par Jean-Paul II à Rome,.

## Biographie
Elle entre en 1933 dans la congrégation enseignante des Sœurs de la Sainte Famille de Nazareth et fait son noviciat à Albano en Italie, prononçant ses vœux sous le nom de Sœur Marie-Canisia en l'honneur de saint Pierre Canisius, sj. Elle devient institutrice dans une maison d'enseignement de la congrégation à Kalisz. Elle est appelée à l'internat des Sœurs de Nowogrodek en 1938. La ville est occupée par l'Armée rouge à l'automne 1939 et les autorités d'occupation pratiquent une politique d'athéisme et déportent les notabilités au Kazakhstan. C'est au tour de la Wehrmacht d'occuper la région après le déclenchement de l'opération Barbarossa. Elle y arrive en juillet 1941. Aussitôt des exactions sont commises contre la population juive de la ville (près de la moitié de la population) et toute personne ayant des velléités de résistance. Soixante otages, dont deux prêtres, sont fusillés en avril 1943. Lorsqu'une dernière vague d'arrestation d'otages en vue de les fusiller a lieu début juillet 1943, les religieuses, dirigées par Mère Marie-Stella, manifestent leur désapprobation. Le chapelain reçoit même leurs vœux d'échanger leur vie contre la leur. Finalement les otages ont la vie sauve (certains sont tout de même envoyés en Allemagne comme travailleurs forcés).
Le 31 juillet 1943, les religieuses sont convoquées au commissariat. Elles passent la nuit en prières, pensant être envoyées elles aussi en Allemagne. Mais elles sont mises entre les mains d'hommes de la Gestapo qui les emmènent en camion à cinq kilomètres de la ville, où elles sont fusillées à l'aube dans la forêt.
Leurs reliques sont conservées aujourd'hui à l'église de la Transfiguration de la ville.